# STS-2
STS-2 е втората космическа мисия на совалката Колумбия по програмата Спейс шатъл.

## Екипаж

### Основен екипаж
| Пост     | Астронавт                          |
| -------- | ---------------------------------- |
| Командир | Джо Енгъл един космически полет    |
| Пилот    | Ричард Трули един космически полет |

- Броят на полетите е преди и включително тази мисия.

### Дублиращ екипаж
Това е екипажът на бъдещата мисия STS-4:
| Пост     | Астронавт                            |
| -------- | ------------------------------------ |
| Командир | Томас Матингли един космически полет |
| Пилот    | Хенри Хартсфийлд                     |

- Броят на полетите е преди тази мисия.

## Полетът
Совалката е изстреляна за втори път на 12 ноември в 10:10 EST около 7 месеца след първия старт. Мисията е планирана за 5-дневна, но след авария в горивните клетки е съкратена на двудневна. Първоначално старта е насрочен за 9 октомври, но заради технически проблеми е отложен за 4-ти, а по-късно – за 12-и.
Тази мисия е първата, при която се използва за втори път пилотиран космически кораб. Преди старта совалката прекарва 103 дни в хангар за подготовка на орбиталната степен (Orbiter Processing Facility). На борда на кораба като полезен товар се намирали инструментите за дистанционно сондиране DFI и OSTA-L, радиолокационната станция Shuttle Imaging Radar-A. С тяхна помощ е успешно осъществено сондиране на земните ресурси, качеството на околната среда, морски и метеорологични условия. Също така за първи път е проверена работата на канадския манипулатор „Канадарм“ в различни режими.
На 14 ноември Джо Енгъл осъществява първото и единствено в историята приземяване на космическата совалка на ръчен режим. Маневрата е опасна и планирана в случай на отказ на бордовата електроника. След като се уверява на практика, че такова приземяване е възможно, НАСА никога повече не поема риск с приземяване на кораб за многократно използване на ръчен режим. Това е и последния екипаж на американски космически кораб съставен от астронавти, които преди това не са летели в космоса.
Въпреки проблемите програмата е изпълнена на 90 % от планираното.

## Параметри на мисията
- Маса:
  - При излитане: 104 647 кг.
  - При кацане: 92 650 кг.
  - Маса на полезния товар: 8517 кг.
- Перигей: 222 км.
- Апогей: 231 км.
- Инклинация: 38.0°
- Орбитален период: 89.0 мин.

## Любопитно
- По време на полета президентът на САЩ Роналд Рейгън посещава центъра за управление на полета. Посещението е планирано по време на първия полет на совалката, но е отменено заради атентата срещу него две седмици преди старта;
- Само в мисиите STS-1 и STS-2 са използвани външни резервоари за совалките, боядисани в бяло;
- Това е последната мисия на НАСА, която се състои от космически „новобранци“, т.е. никой от екипажа не е участвал дотогава в космически полет, а Джо Енгъл е последният от групата на „командирите-новобранци“. Това се е случвало в полетите от Програмата Мъркюри и полетите Джемини 4, 7, 8 и Скайлаб-4. За всички бъдещи полети е правило командирът да има поне една извършена мисия като астронавт.